# Liga Femenina de baloncesto 2000-01
La temporada 2000-01 de la Liga Femenina fue la 38.ª temporada de la liga femenina de baloncesto. Se inició el 16 de septiembre de 2000 y acabó el 12 de mayo de 2001. Los playoffs sirvieron a Ros Casares Valencia quien ganó al Universitat de Barcelona - FC Barcelona en los playoffs 3–2.

## Liga regular
| Pos. | Equipo                      | PJ | G  | P  | PF   | PC   | DP   | Pts | Clasificación o descenso    |
| ---- | --------------------------- | -- | -- | -- | ---- | ---- | ---- | --- | --------------------------- |
| 1    | Ros Casares Valencia        | 26 | 24 | 2  | 2216 | 1750 | +466 | 50  | Clasifican a los Playoffs   |
| 2    | Universitat de Barcelona    | 26 | 22 | 4  | 2130 | 1799 | +331 | 48  | Clasifican a los Playoffs   |
| 3    | Celta Banco Simeón          | 26 | 20 | 6  | 1849 | 1621 | +228 | 46  | Clasifican a los Playoffs   |
| 4    | Ensino Yaya Breogán         | 26 | 20 | 6  | 1923 | 1768 | +155 | 46  | Clasifican a los Playoffs   |
| 5    | Sandra Gran Canaria         | 26 | 18 | 8  | 2098 | 1852 | +246 | 44  | Clasifican a los Playoffs   |
| 6    | Salamanca Halcón Viajes     | 26 | 15 | 11 | 1995 | 1979 | +16  | 41  | Clasifican a los Playoffs   |
| 7    | C. B. Ciudad de Burgos      | 26 | 15 | 11 | 1971 | 1904 | +67  | 41  | Clasifican a los Playoffs   |
| 8    | CBN                         | 26 | 12 | 14 | 2023 | 2024 | −1   | 38  | Clasifican a los Playoffs   |
| 9    | A.D. Cortegada              | 26 | 10 | 16 | 1798 | 1926 | −128 | 36  |                             |
| 10   | B.F. L'Hospitalet           | 26 | 7  | 19 | 1765 | 2031 | −266 | 33  |                             |
| 11   | Andalucía Solo hay una      | 26 | 6  | 20 | 1776 | 2019 | −243 | 32  |                             |
| 12   | Basket Zaragoza             | 26 | 6  | 20 | 1650 | 1930 | −280 | 32  |                             |
| 13   | CB Santa Rosa de Lima Horta | 26 | 4  | 22 | 1598 | 1910 | −312 | 30  | Descenso a Primera División |
| 14   | Vetsuta Oviedo              | 26 | 3  | 23 | 1748 | 2027 | −279 | 29  | Descenso a Primera División |

 Fuente: FEB

### Playoffs
|  | Cuartos de final           | Cuartos de final           | Cuartos de final           | Cuartos de final          | Cuartos de final     | Cuartos de final |                            |                            | Semifinales                | Semifinales                | Semifinales | Semifinales | Semifinales | Semifinales |  |  | Final | Final | Final | Final | Final | Final |
|  |                            |                            |                            |                           |                      |                  |                            |                            |                            |                            |             |             |             |             |  |  |       |       |       |       |       |       |
|  |                            |                            |                            |                           |                      |                  |                            |                            |                            |                            |             |             |             |             |  |  |       |       |       |       |       |       |
|  |                            |                            |                            |                           |                      |                  |                            |                            |                            |                            |             |             |             |             |  |  |       |       |       |       |       |       |
|  | 1 Ros Casares Valencia     | 1 Ros Casares Valencia     | 1 Ros Casares Valencia     | 1 Ros Casares Valencia    | 82                   | 113              |                            |                            |                            |                            |             |             |             |             |  |  |       |       |       |       |       |       |
|  | 1 Ros Casares Valencia     | 1 Ros Casares Valencia     | 1 Ros Casares Valencia     | 1 Ros Casares Valencia    | 82                   | 113              |                            |                            |                            |                            |             |             |             |             |  |  |       |       |       |       |       |       |
|  | 8 CBN                      | 8 CBN                      | 8 CBN                      | 8 CBN                     | 59                   | 70               |                            |                            |                            |                            |             |             |             |             |  |  |       |       |       |       |       |       |
|  | 8 CBN                      | 8 CBN                      | 8 CBN                      | 8 CBN                     | 59                   | 70               | 1 Ros Casares Valencia     | 1 Ros Casares Valencia     | 1 Ros Casares Valencia     | 75                         | 74          | 99          |             |             |  |  |       |       |       |       |       |       |
|  |                            |                            |                            |                           |                      |                  | 1 Ros Casares Valencia     | 1 Ros Casares Valencia     | 1 Ros Casares Valencia     | 75                         | 74          | 99          |             |             |  |  |       |       |       |       |       |       |
|  |                            | 4 Ensino Yaya Breogán      | 4 Ensino Yaya Breogán      | 4 Ensino Yaya Breogán     | 58                   | 76               | 78                         |                            |                            |                            |             |             |             |             |  |  |       |       |       |       |       |       |
|  | 4 Ensino Yaya Breogán      | 4 Ensino Yaya Breogán      | 4 Ensino Yaya Breogán      | 4 Ensino Yaya Breogán     | 58                   | 76               | 78                         | 93                         | 74                         |                            |             |             |             |             |  |  |       |       |       |       |       |       |
|  | 4 Ensino Yaya Breogán      | 4 Ensino Yaya Breogán      | 4 Ensino Yaya Breogán      | 4 Ensino Yaya Breogán     |                      |                  |                            |                            |                            |                            |             |             |             |             |  |  |       |       |       |       |       |       |
|  | 5 Sandra Gran Canaria      | 5 Sandra Gran Canaria      | 5 Sandra Gran Canaria      | 5 Sandra Gran Canaria     | 70                   | 70               |                            |                            |                            |                            |             |             |             |             |  |  |       |       |       |       |       |       |
|  | 5 Sandra Gran Canaria      | 5 Sandra Gran Canaria      | 5 Sandra Gran Canaria      | 5 Sandra Gran Canaria     | 70                   | 70               | 1 Ros Casares Valencia     | 84                         | 72                         | 92                         | 82          | 76          |             |             |  |  |       |       |       |       |       |       |
|  |                            |                            |                            |                           |                      |                  | 1 Ros Casares Valencia     | 84                         | 72                         | 92                         | 82          | 76          |             |             |  |  |       |       |       |       |       |       |
|  |                            | 2 Universitat de Barcelona | 75                         | 81                        | 76                   | 98               | 72                         |                            |                            |                            |             |             |             |             |  |  |       |       |       |       |       |       |
|  | 2 Universitat de Barcelona | 2 Universitat de Barcelona | 2 Universitat de Barcelona | 81                        | 76                   | 98               | 72                         | 69                         | 92                         | 90                         |             |             |             |             |  |  |       |       |       |       |       |       |
|  | 2 Universitat de Barcelona | 2 Universitat de Barcelona | 2 Universitat de Barcelona |                           |                      |                  |                            |                            |                            | 90                         |             |             |             |             |  |  |       |       |       |       |       |       |
|  | 7 C. B. Ciudad de Burgos   | 7 C. B. Ciudad de Burgos   | 7 C. B. Ciudad de Burgos   | 70                        | 75                   | 71               |                            |                            |                            |                            |             |             |             |             |  |  |       |       |       |       |       |       |
|  | 7 C. B. Ciudad de Burgos   | 7 C. B. Ciudad de Burgos   | 7 C. B. Ciudad de Burgos   | 70                        | 75                   | 71               | 2 Universitat de Barcelona | 2 Universitat de Barcelona | 2 Universitat de Barcelona | 2 Universitat de Barcelona | 91          | 76          |             |             |  |  |       |       |       |       |       |       |
|  |                            |                            |                            |                           |                      |                  | 2 Universitat de Barcelona | 2 Universitat de Barcelona | 2 Universitat de Barcelona | 2 Universitat de Barcelona | 91          | 76          |             |             |  |  |       |       |       |       |       |       |
|  |                            | 3 Celta Banco Simeón       | 3 Celta Banco Simeón       | 3 Celta Banco Simeón      | 3 Celta Banco Simeón | 70               | 70                         |                            |                            |                            |             |             |             |             |  |  |       |       |       |       |       |       |
|  | 3 Celta Banco Simeón       | 3 Celta Banco Simeón       | 3 Celta Banco Simeón       | 3 Celta Banco Simeón      | 3 Celta Banco Simeón | 70               | 70                         | 75                         | 79                         |                            |             |             |             |             |  |  |       |       |       |       |       |       |
|  | 3 Celta Banco Simeón       | 3 Celta Banco Simeón       | 3 Celta Banco Simeón       | 3 Celta Banco Simeón      |                      |                  |                            |                            |                            |                            |             |             |             |             |  |  |       |       |       |       |       |       |
|  | 6 Salamanca Halcón Viajes  | 6 Salamanca Halcón Viajes  | 6 Salamanca Halcón Viajes  | 6 Salamanca Halcón Viajes | 65                   | 65               |                            |                            |                            |                            |             |             |             |             |  |  |       |       |       |       |       |       |
|  | 6 Salamanca Halcón Viajes  | 6 Salamanca Halcón Viajes  | 6 Salamanca Halcón Viajes  | 6 Salamanca Halcón Viajes | 65                   | 65               |                            |                            |                            |                            |             |             |             |             |  |  |       |       |       |       |       |       |

## Postemporada
- Campeonas de la Liga Femenina 2000-01: Ros Casares Valencia (1er título).
- Campeonas de la Copa de la Reina 2001: Celta Banco Simeón (4º título).
- Clasificadas para Euroliga 2001-02: Ros Casares Valencia.
- Clasificadas para Copa Ronchetti 2001-02: Caja Rural de Canarias y Salamanca Halcón Viajes.
- Descendidas a Primera División:  Vetusta Oviedo y CB Santa Rosa de Lima Horta.
- Ascendidas de Primera División:  P.C. Mendíbil y Universidad de Oviedo.